# 20772 Бріттаджоунз
20772 Бріттаджоунз (20772 Brittajones) — астероїд головного поясу, відкритий 31 серпня 2000 року.
Тіссеранів параметр щодо Юпітера — 3,427.